# Savannah Outen
Savannah Outen, född 14 oktober 1992 i Hillsboro i Oregon, är en amerikansk sångerska som är känd från YouTube där hon började lägga upp videor på sig själv i mars 2007.
Outens första video var en cover på sången “Listen” från filmen Dream Girls. Hösten 2007 skrev Outen på ett skivkontrakt med Keith Thomas på Levosia Entertainment. Hennes videor har mer än 3,7 miljoner visningar och över 125 000 prenumeranter på hennes Youtube konto. Outen tog bort sina coverlåtar från Youtube den 17 mars 2009, men lade till dem igen en liten tid senare.
Hennes första officiella konsert var på Ultrasonic Super Fantantic Kids Day-evenemanget i New Jersey. Outens låt Goodbyes släpptes 2008 på iTunes. Singeln klättrade på Radio Disney Chart till #5. Hon skrev "Goodbyes” under mellanstadiet.

## Diskografi

### Album
- 2010: Inception

### EP
- 2012: Sing To Me

### Singlar
- 2008: "Goodbyes"
- 2008: "He's Just"
- 2008: "Unlock The Door"
- 2009: "Adiós" (spanska versionen av Goodbyes)
- 2009: "A Greater Treasure Than A Friend"
- 2009: "If You Only Knew"
- 2009: "Hope and Prayer"
- 2009: "Fighting For My Life"
- 2009: "So What"
- 2010: "Be Original"
- 2010: "The Song Of Christmas Time"
- 2010: "Magical Season" (med Anna Golden)
- 2011: "Tonight With You" (med Josh Golden)
- 2011: "No Place Like Here"
- 2012: "I've Got You"
- 2012: "Remember Me" (med Jake Coco)
- 2013: "Brave & True (for Music is Medicine)"
- 2013: "Fairytales Of L.A"
- 2014: "Closure"
- 2015: "Boys"
- 2017: "Coins"
- 2018: "Sad in the Summer"

### Soundtracks
- 2009: Radio Disney Jams, Vol. 11 (med "Goodbyes")

### Musikvideor
- 2008: "Goodbyes" directed by Mason Dixon
- 2009: "If You Only Knew" directed by Mason Dixon